# Bab edh-Dhra
Bab edh-Dhra (Bâb edh-Dhrâʿarabă  باب الذراع) este locul unui oraș din epoca bronzului timpurie situat în apropiere de Marea Moartă, pe malul sudic al Wadi Kerak cu date în EB IB, EB II, EB II-III și EB IVA. Bab edh-Dhra a fost descoperit în 1924 într-o expediție condusă de William F. Albright. Artefacte de la Bab edh-Dhra sunt expuse la Muzeul de la cel mai de jos loc de pe Pământ, Iordania;  Karak Muzeul arheologic din Iordania; Muzeul Kelso Bible Lands găzduit la Pittsburgh Theological Seminary din Pittsburgh, PA, SUA; Muzeul Gustav Jeeninga al Bibliei și Studiilor din Orientul Apropiat din Anderson, IN, SUA; și British Museum din Londra.

## Cauzele căderii; Teoria Sodomei
Numele antic al Bab-edh-Dhra rămâne încă neidentificat. Unii cercetători biblici susțin că acesta a fost locul „Sodomei”. Alți arheologi nu sunt de acord.
Spre deosebire de ruinele vecine de la Numeira, Bab edh-Dhra nu pare să fi fost distrus de un incendiu semnificativ. Numeira și Bâb edh-Dhrâʿ au fost distruse în momente diferite, la aproximativ 250 de ani distanță. În timp ce primele concluzii ale lui Rast și Schaub, că Bâb edh-Dhrâʿ și Numeira au fost distruse aproximativ în același timp (adică 2350-2067 î.Hr.), sunt adesea raportate, acum se știe că distrugerea lor individuală a fost separată de aproximativ două secole și jumătate (250 de ani), cu distrugerea lui Bâb edh-Dhrâʿ la cca. 2350 î.Hr. și Numeira la cca. 2600 î.Hr. În schimb, dovezile arheologice sugerează că situl a fost abandonat de locuitorii săi, dar și că „a suferit expunere la foc”.
Alte motive posibile care acest sit nu poate fi biblica Sodoma sunt pentru că satul a fost prea mic (10 acri), nu era în zona geografică desemnată în Biblie și nu a existat în perioada de timp potrivită. Bab Edh-Dhraʿ a fost distrus în 2350 î.Hr. (perioada bronzului timpuriu), în timp ce majoritatea cercetătorilor biblici cred că Patriarhii au trăit în perioada bronzului mijlociu (2166-1550 î.Hr.).
Susținătorii teoriei Sodomei de Sud au susținut că, la o examinare mai atentă a relatării biblice, acest lucru se potrivește cu descrierea geografică a locului în care s-ar afla Sodoma. De asemenea, ei susțin că un interval de timp stabilit pentru distrugerea sa nu este neapărat fiabil. Susținătorii teoriei Sodomei sudice au prezentat diverse ipoteze pentru a explica cauzele abandonării sale. Rast a sugerat un cutremur sau un atac extern. Zăcăminte de bitum și petrol au fost găsite în zonă, care conțin sulf și gaze naturale (așa cum fac în mod normal astfel de zăcăminte), iar o teorie sugerează că un buzunar de gaze naturale a dus la incinerarea orașului. Cu toate acestea, arheologii care au lucrat la fața locului nu au găsit nicio dovadă a unei conflagrații sau, într-adevăr, a vreunui fel de catastrofe care să explice părăsirea bruscă a locuitorilor săi.

## Cimitir
Două cimitire mari cunoscute sub numele de Khirbet Qazone (sau Qayzune) sunt situate lângă drumul modern (autostrada 50) de la ruinele ocupaționale ale Bab edh-Dhra și datează din prima parte a epocii timpurii a bronzului (EBA, cca. 3300-2000 î.Hr.) până când au fost abandonate în cele din urmă în 2350 î.Hr. Datele din această secțiune a articolului sunt raportate din cercetările asupra cimitirelor, publicate de Chesson și Schaub în 2007. S-au folosit trei faze de utilizare, cu stiluri diferite de înmormântare.

### Mormintele puț
În epoca bronzului timpuriu IA (3500-3100 î.Hr.) stilul mormintelor puț⁠(<span title="Mormânt puț|mormintelor puț la Wikidata">d) sau  morminte osuar au fost folosite cu o valoare estimată de 20.000 de morminte Gropile au variat în dimensiune de la 0.6 - 0.9 metri (2-3 picioare) în diametru și aproximativ 0.9 metri (3 picioare) adâncime. These graves belong to the pre-urban period of the site and date to about 3150-3000 BC.

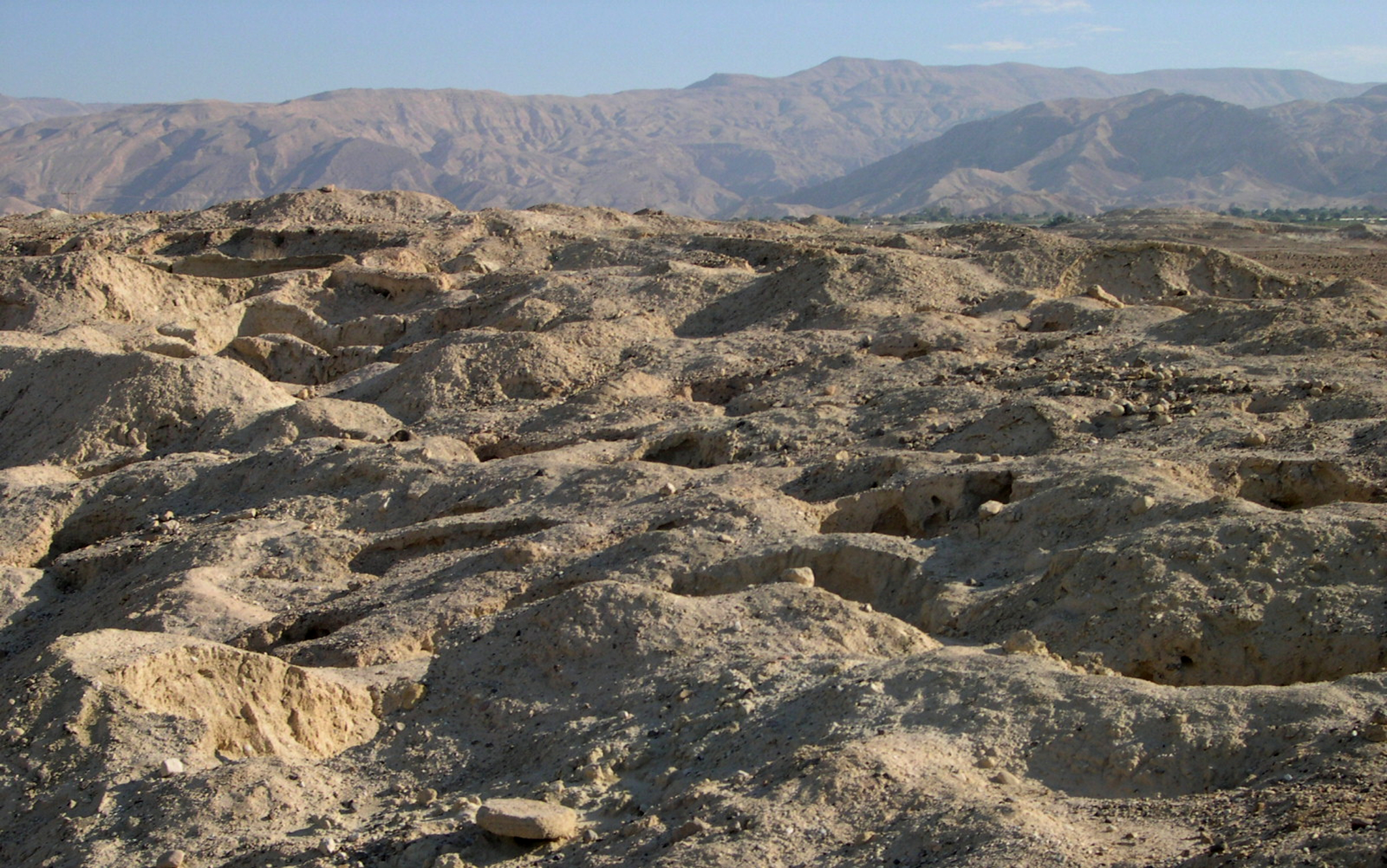
Morminte puţ din epoca bronzului timpuriu  IA, tulburate de jefuitori, cimitirul Bab edh-Dhra
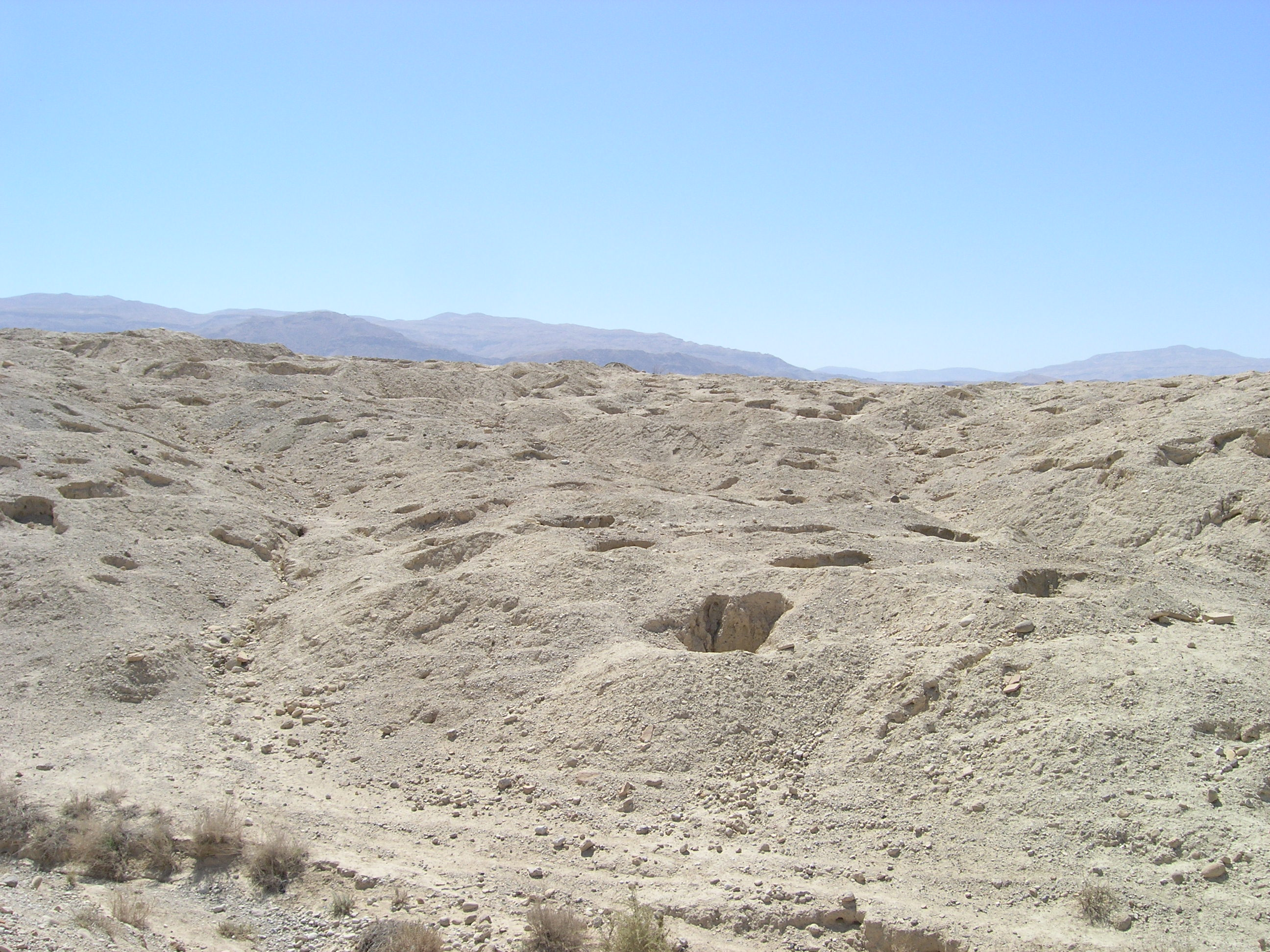
Bab edh-Dhra, deal cu morminte puţ din epoca bronzului (Cimitirul A)
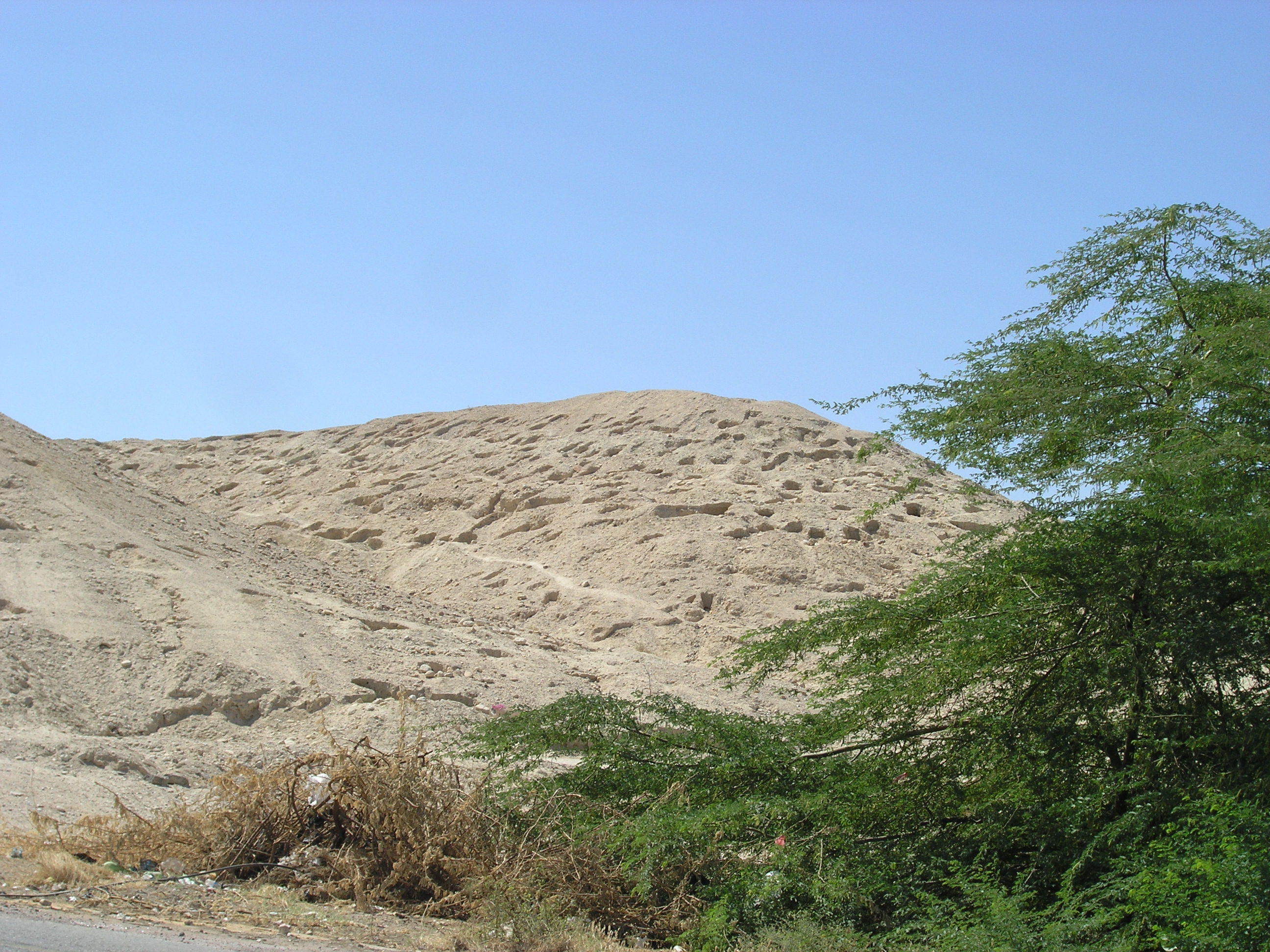
Bab edh-Dhra, deal cumorminte puţ din epoca bronzului (Cimitirul A)

### Osuare

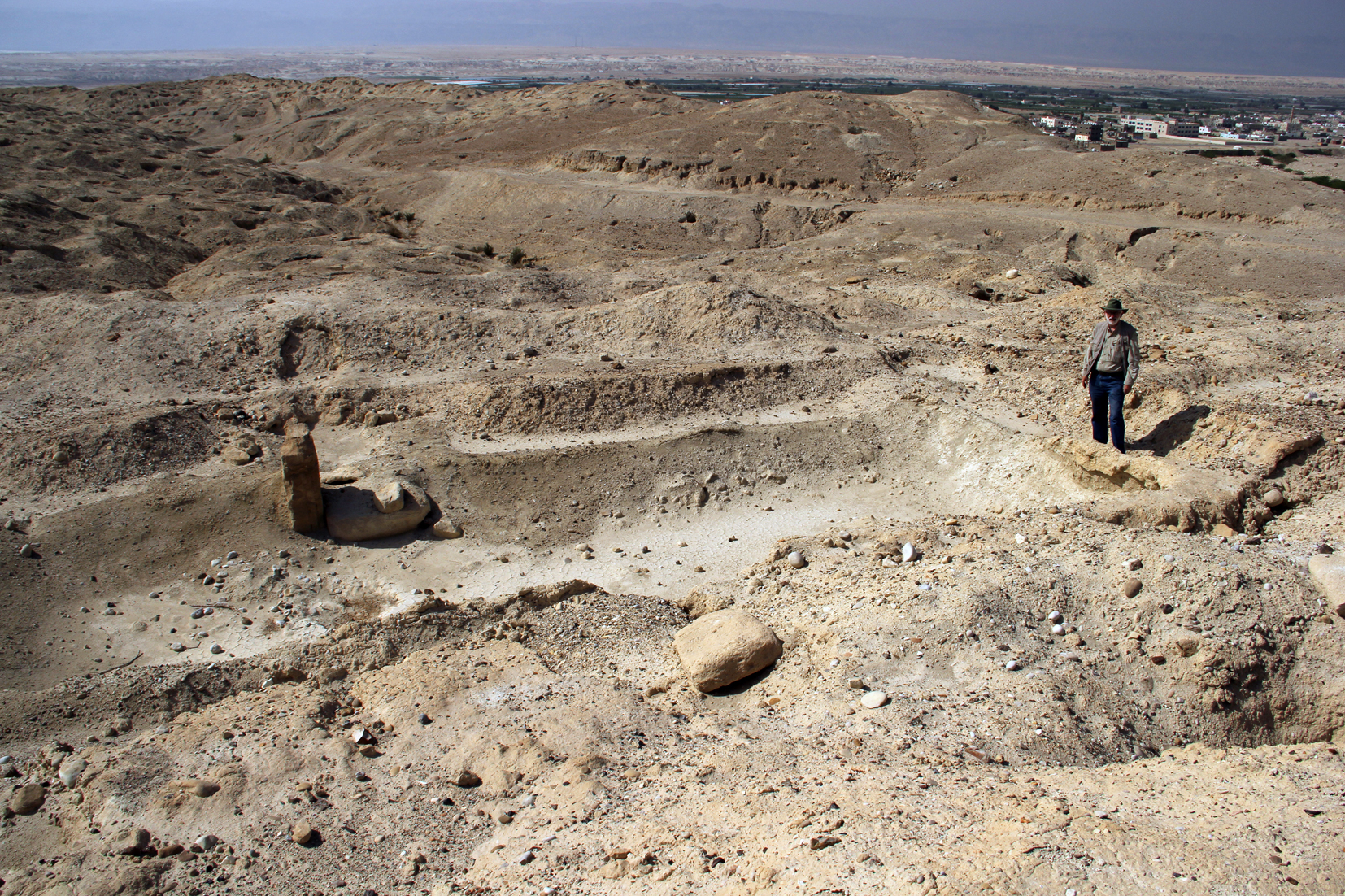
Osuare de la începutul epocii bronzului III, cimitirul Bab edh-Dhra

În perioada timpurie a epocii bronzului II (3100-2650 î.Hr.) și III (2650-2350 î.Hr.), metoda folosită pentru înmormântare au fost clădirile dreptunghiulare din cărămizi tencuite numite osuare. Toate rămășițele umane identificate la Bâb edh-Dhrâʿ, au fost limitate la cimitire (morminte osuar) și nu se găsesc în stratul de distrugere al orașului.
În jurul anului 2900 î.e.n., locuitorii din Bab edh-Dhra au abandonat mormintele subterane pentru osuarele supraterane din cimitir. Osuarele dreptunghiulare semănau cu casele rezidențiale ale orașelor, dar cu trepte în interior care duceau până la o podea pietruită unde printre decedați erau așezate obiecte personale precum mărgele, textile, ceramică și alte obiecte din piatră și metal. Distrugerea clădirilor-osuar a avut loc în timpul distrugerii orașului în 2350 î.Hr. Au fost excavate patru case și alte două parțial excavate cu stâlpi de ușă ortostaturi bine îmbrăcate, fiecare cu o înălțime de peste un metru, cu un cadru de ușă din lemn, iar în interiorul pragului podeaua era plină de cranii și ceramică. Clădirile au variat în dimensiune de la 11.50 X 5.50 metri (37x18 ft) la 7 x 5 metri (23 x 16 ft).

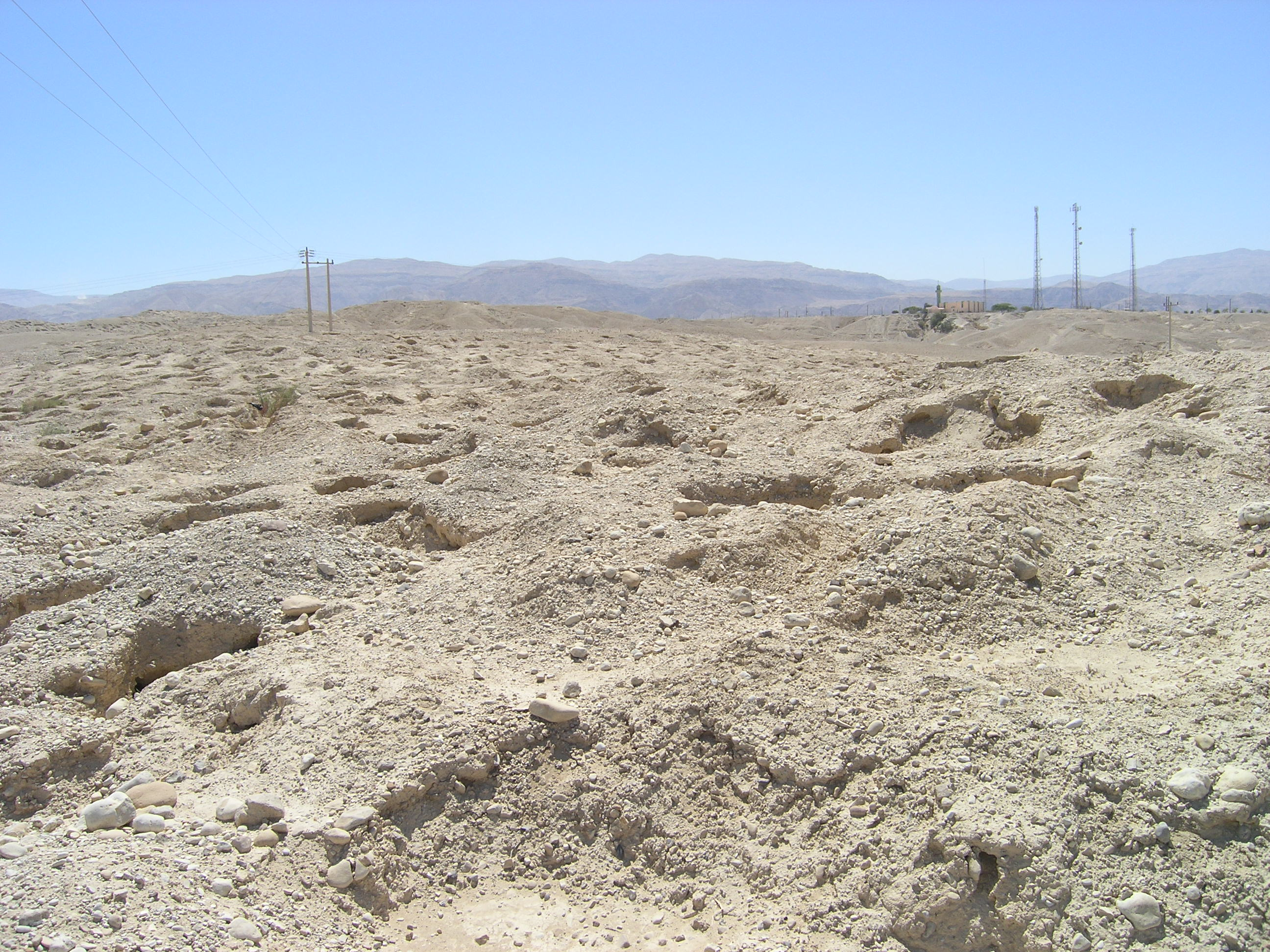
Bab edh-Dhra, teren de înmormântare din epoca bronzului în câmpie (Cimitirul C)

### Mormintele tumuli
Înmormântarea grămadă⁠(d) (sau mormântul tumul, care datează din epoca timpurie a bronzului III (2650-2300 î.Hr.), a fost cea mai recentă formă de înmormântare găsită la locul respectiv. Erau morminte circulare supraterane, realizate din mudbrick (case circulare de charnel) în care s-au găsit dovezi ale diferitelor practici mortuare.Mormântul era o groapă de mică adâncime în care trupul este așezat cu ceramică și un pumnal cu un morman rotund de pietre îngrămădite deasupra (numit astfel tumul). Erau mormintele folosite de cei care au cucerit cetatea si au ars-o.

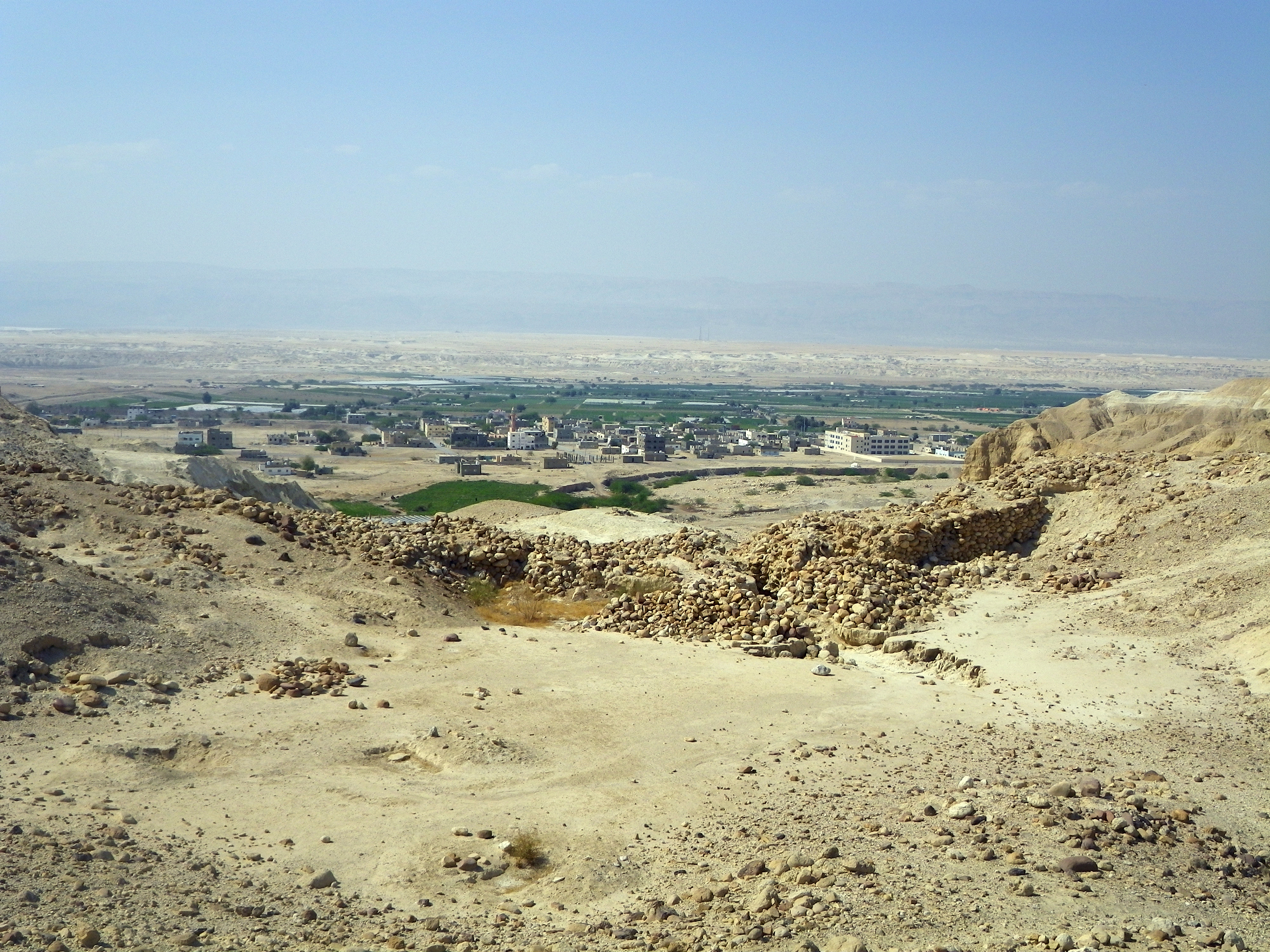
Poarta epocii de bronz timpuriu de la Bab edh-Dhra cu vedere la capătul sudic al Mării Moarte.
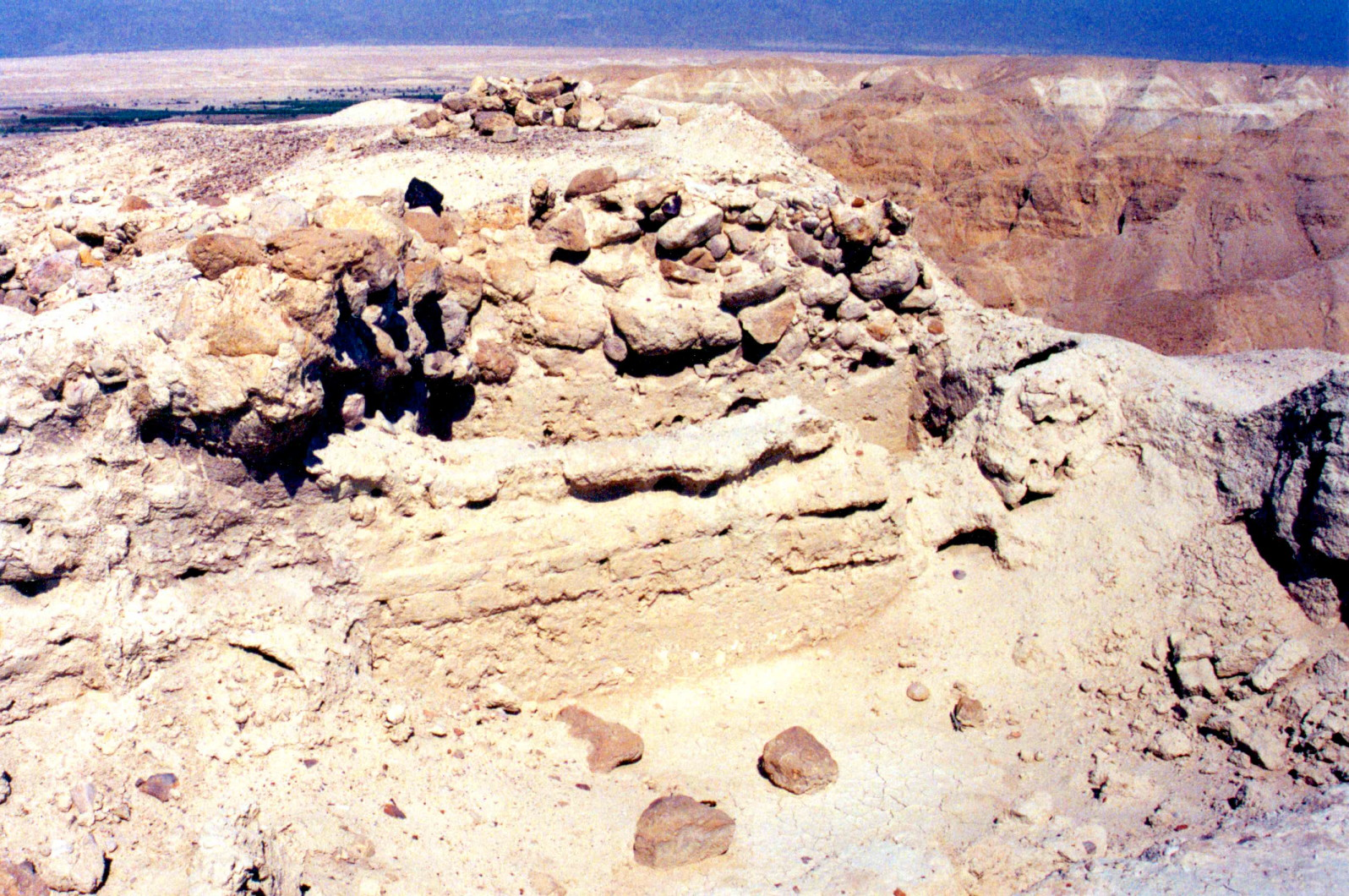
Bab Edh-Dhra EB mudbrick vedere la NW
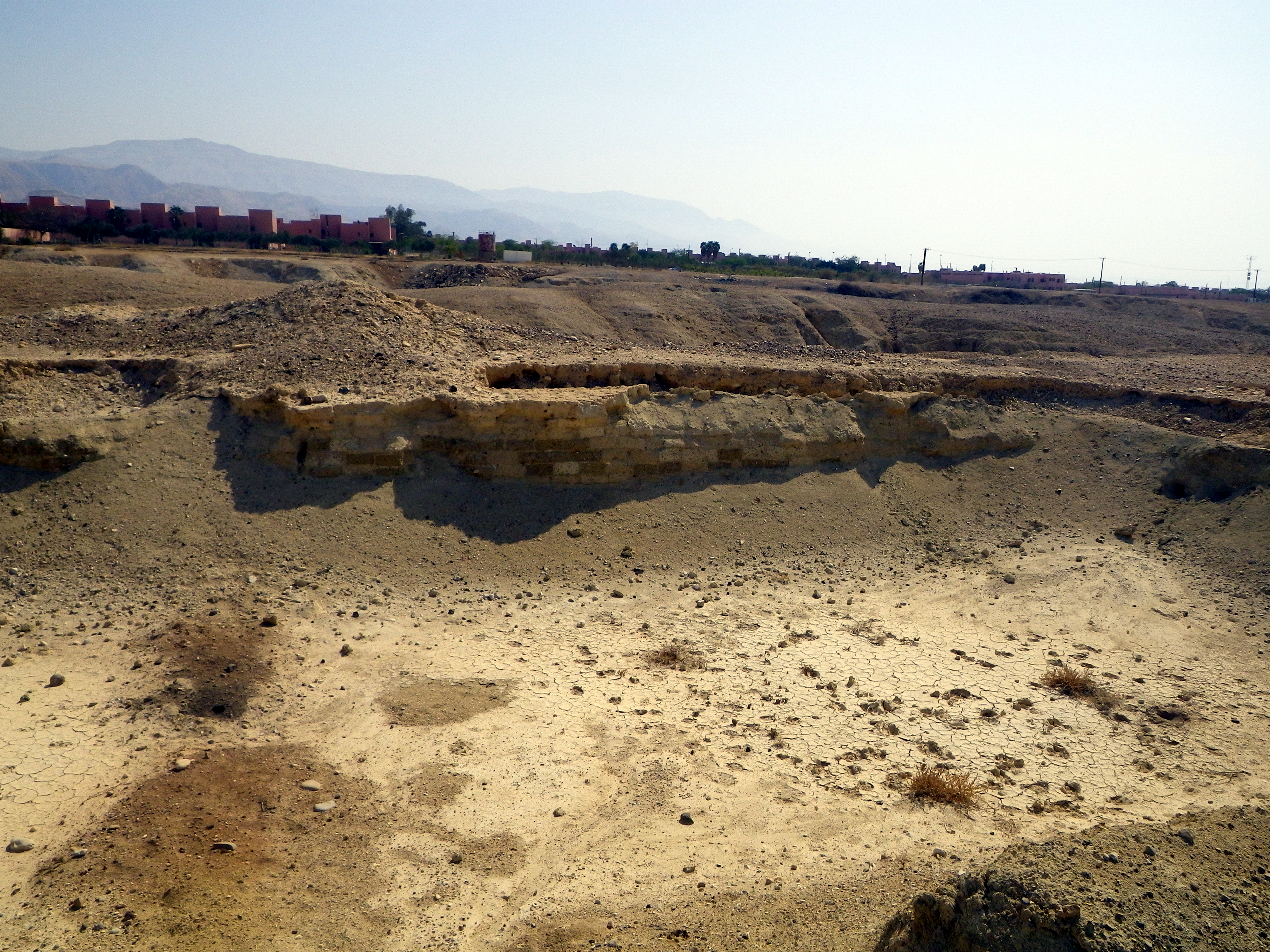
O clădire din cărămidă tencuită cu noroi din epoca de bronz timpurie expusă la Bab edh-Dhra în 2014.
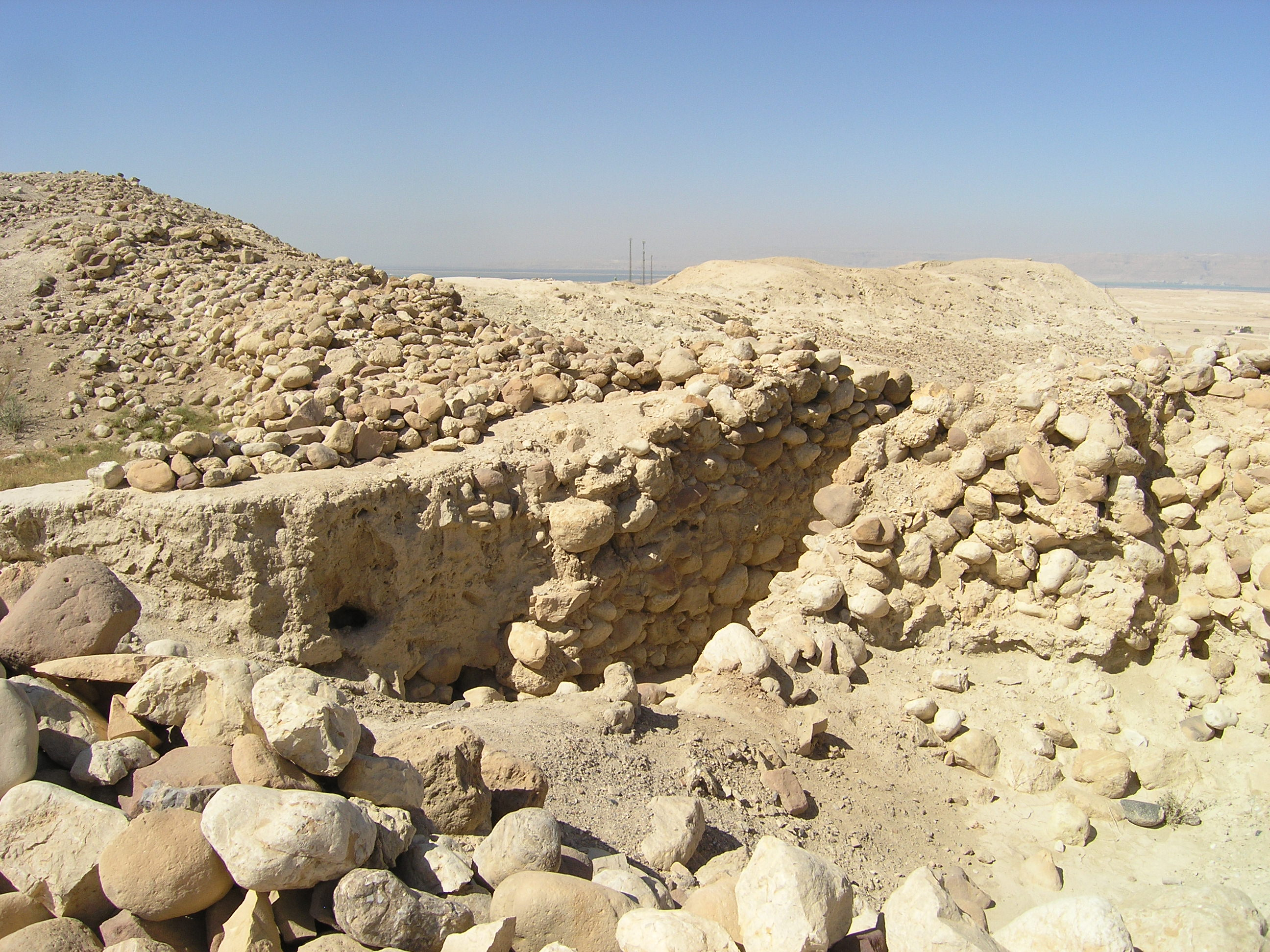
Bab edh-Dhra, rămășițe de zid ale orașului din epoca bronzului
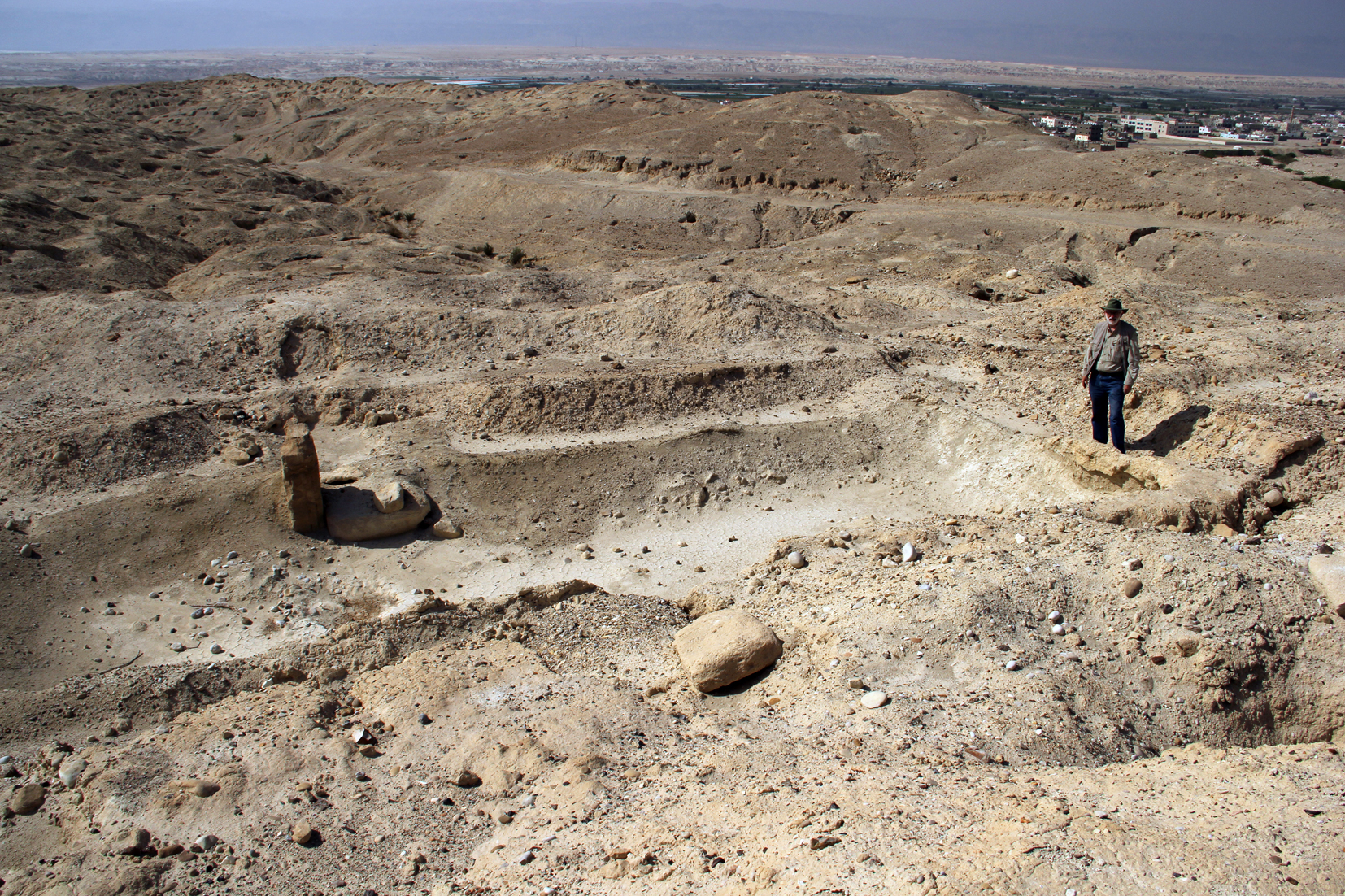
Începutul epocii bronzului III, osuar din cimitiul Bab edh-Dhra
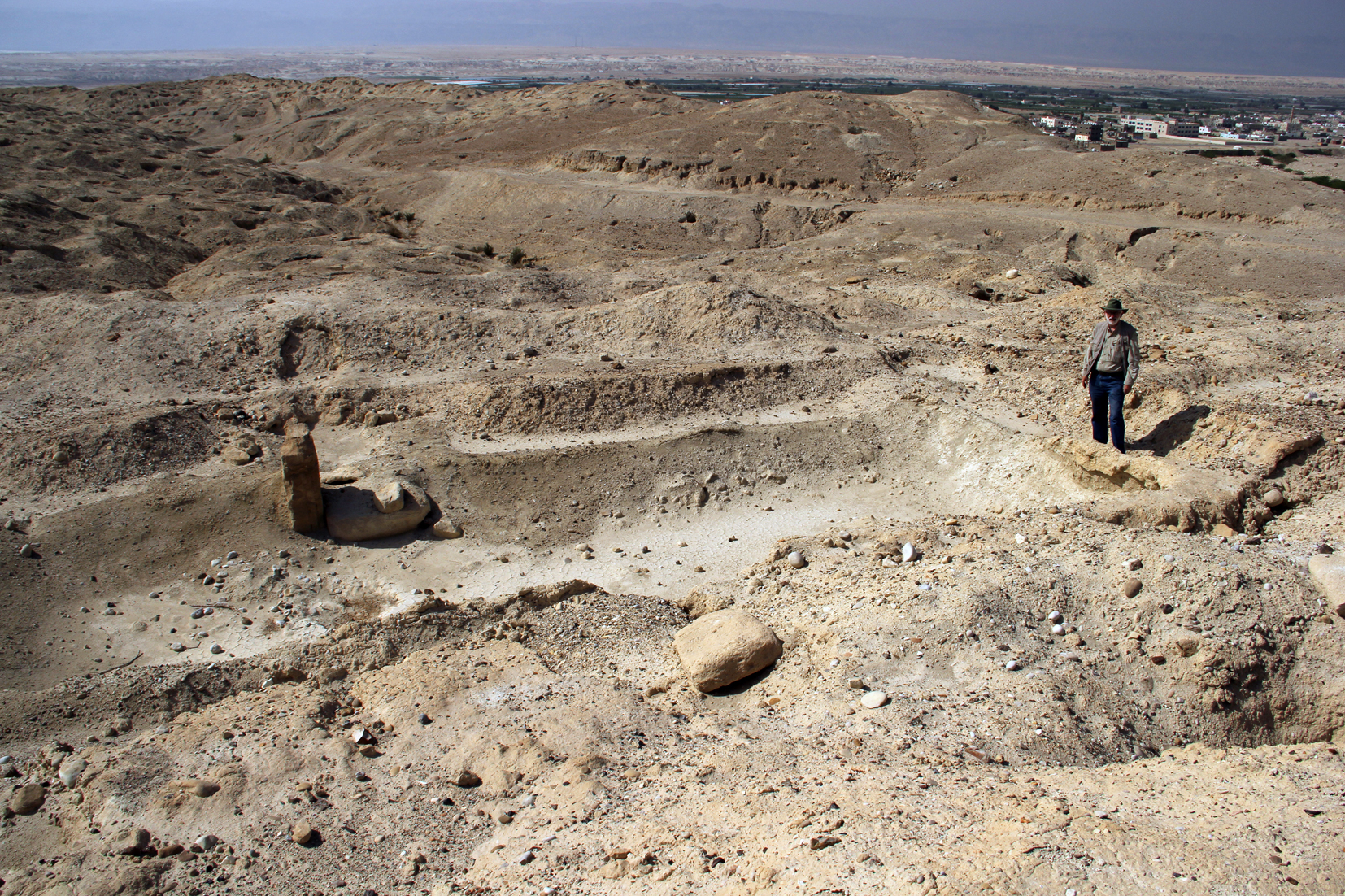
Începutul epocii bronzului III, osuar din cimitiul Bab edh-Dhra
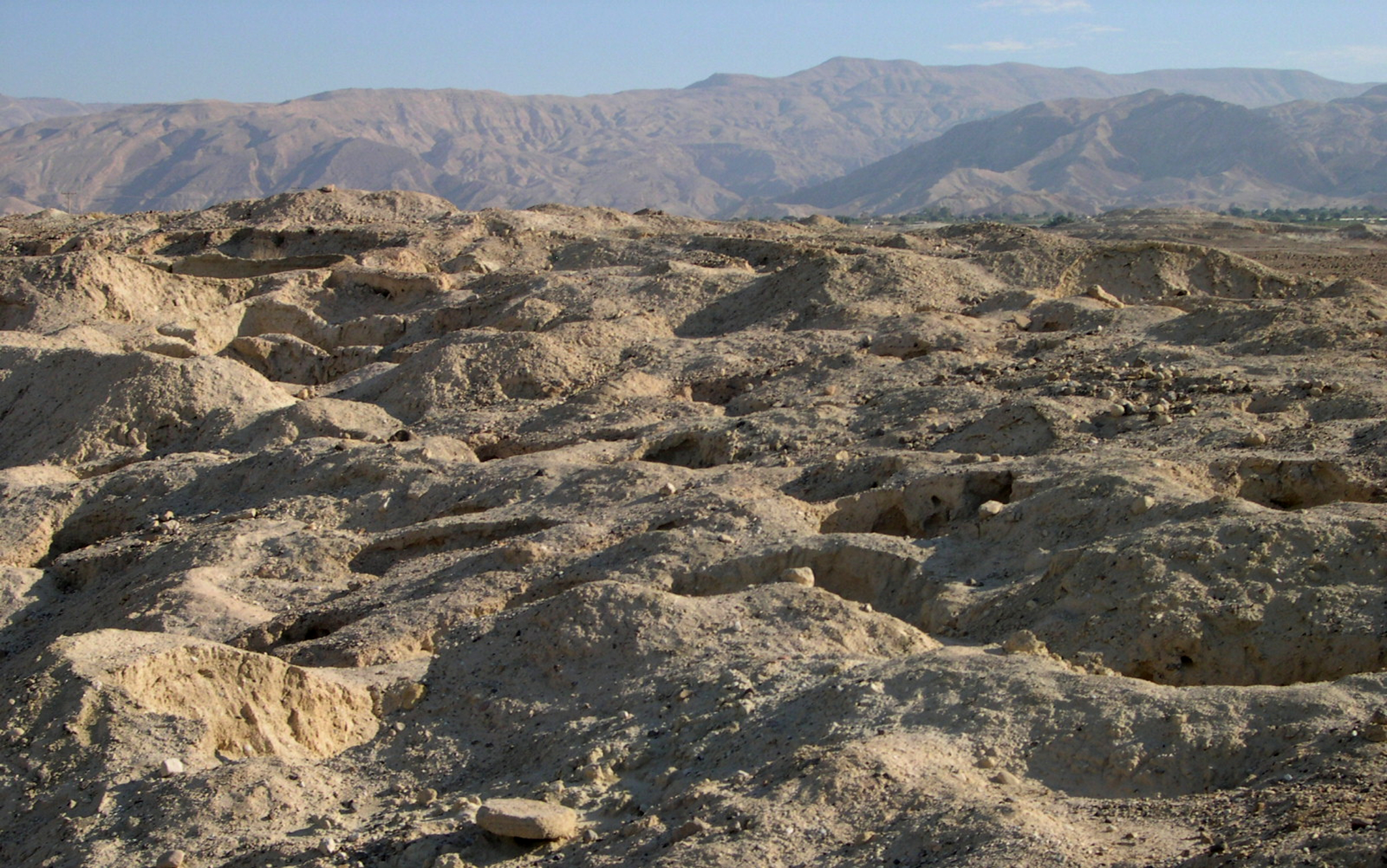
Morminte ouţ din epoca bronzului timpuriu IA, tulburate de jefuitori, cimitirul Bab edh-Dhra
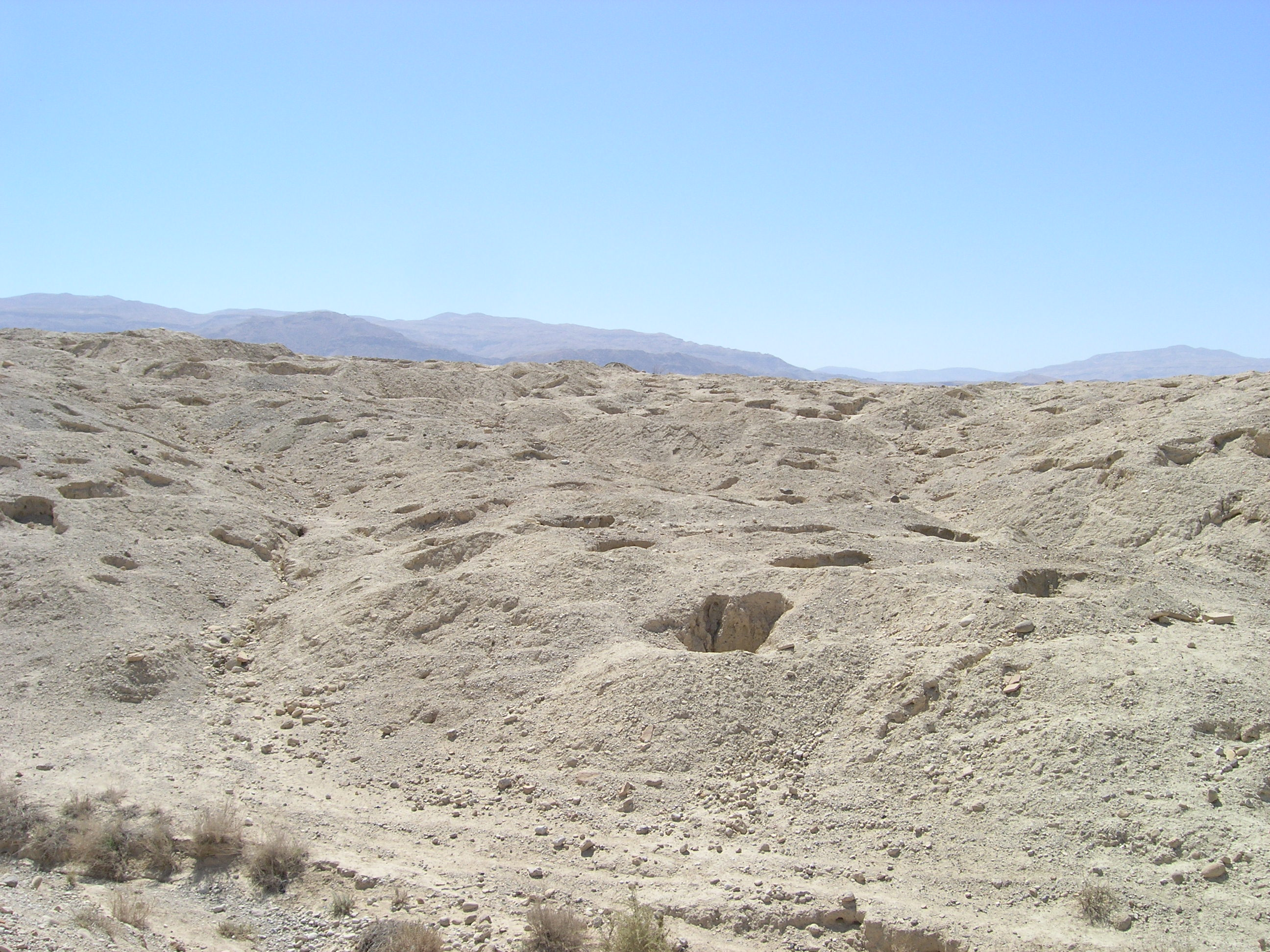
Bab edh-Dhra, deal cu morminte puţ din epoca bronzului (Cimitirul A)
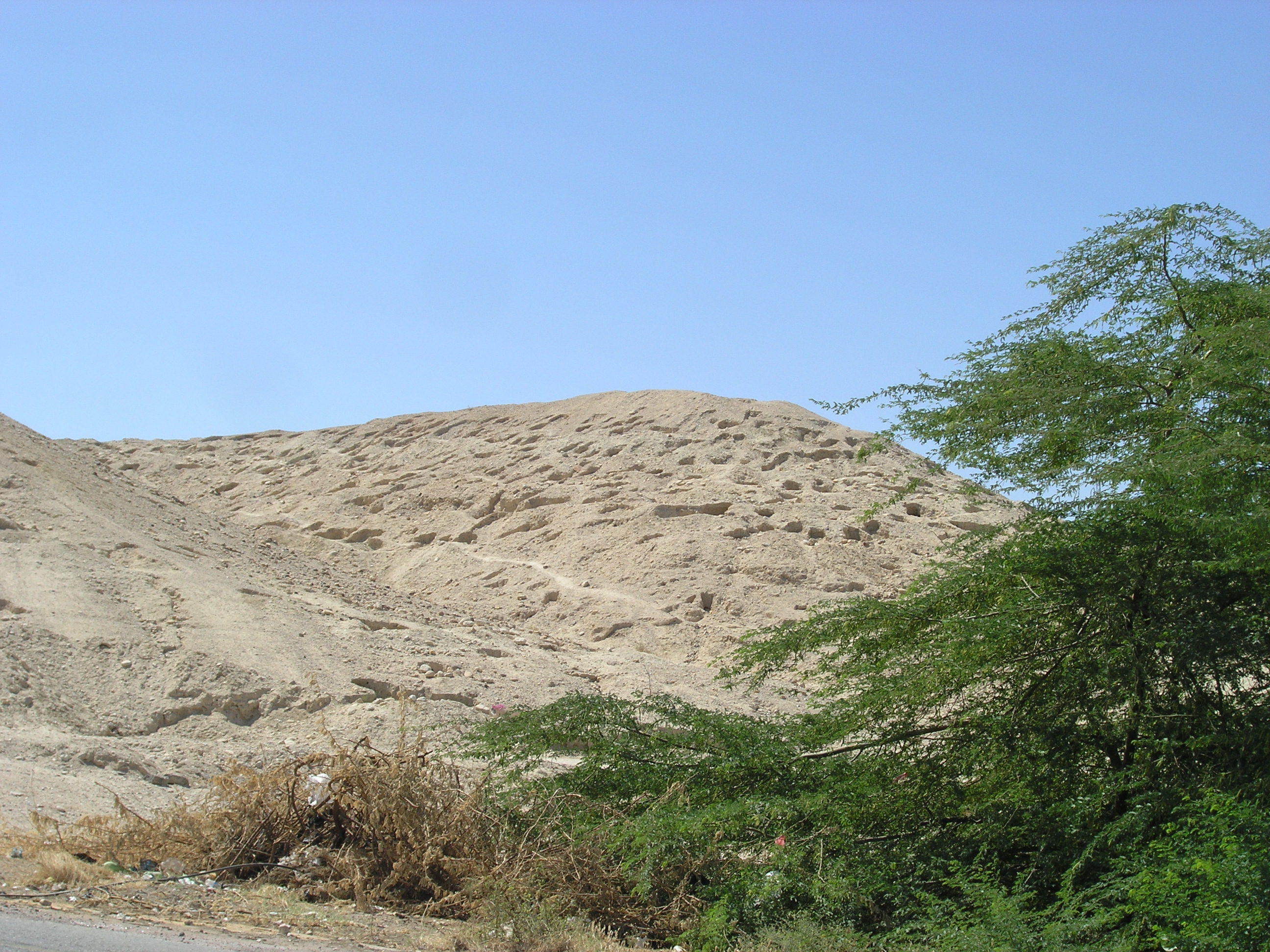
Bab edh-Dhra, deal cu morminte puţ din epoca bronzului (Cimitirul A)
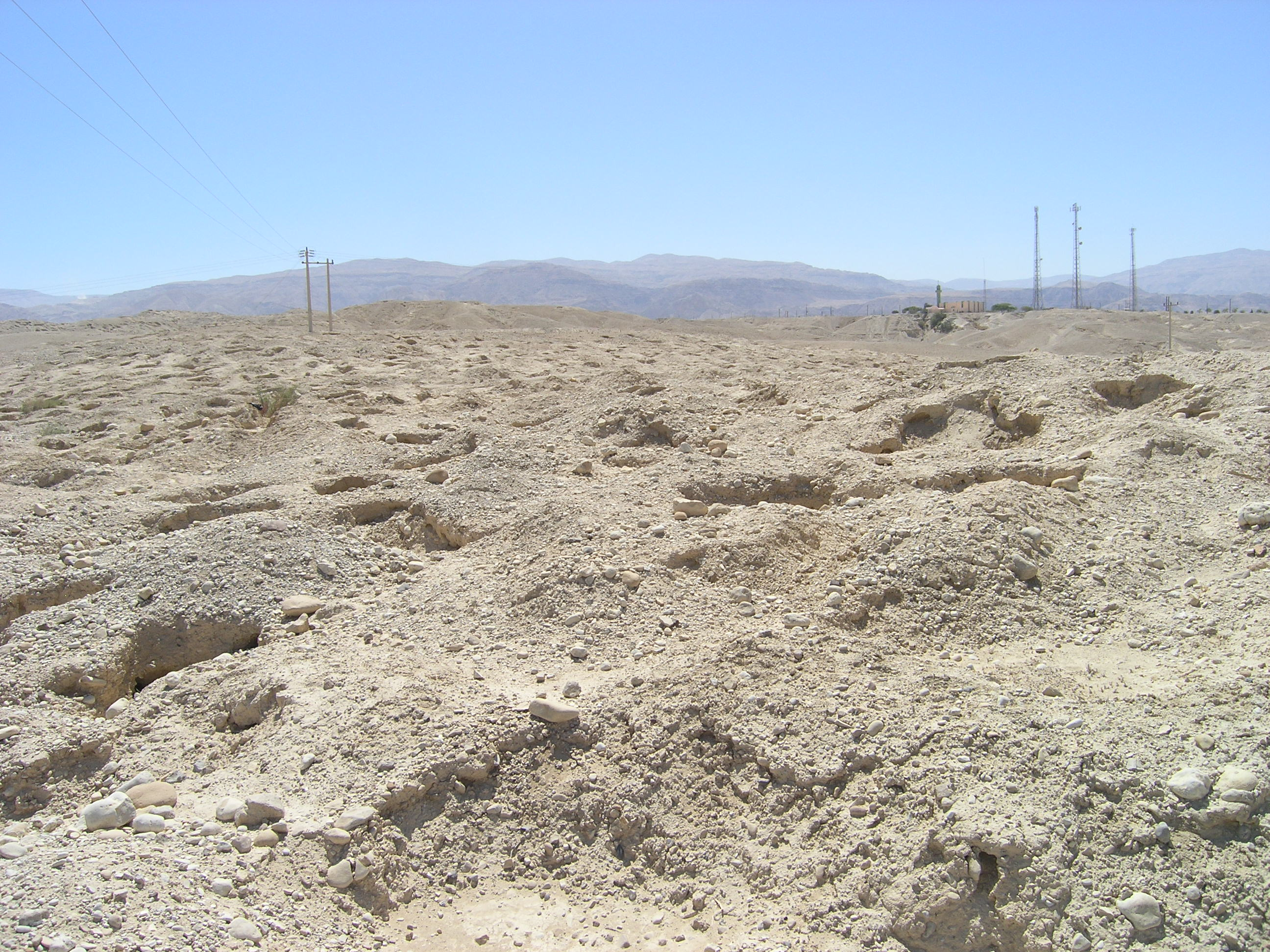
Bab edh-Dhra, teren de înmormântare din epoca bronzului în câmpie (Cimitirul C)